# Georges Libert
 (novembre 2010).
Georges Libert (17 octobre 1909 – 3 janvier 2002) était un pilote de la seconde génération des hommes et femmes qui ont fait naître l'aviation, recordman du Paris-Tonkin, expert du vol sans visibilité et premier pilote à assurer un vol de nuit régulier,,. En contact avec la Résistance dès 1941, il fut durant la Seconde Guerre mondiale un des rares aviateurs français qui aient pu combattre dans les rangs alliés.

## Biographie
Né à Andelot (Haute-Marne) en Champagne le 17 octobre 1909, il obtient après le baccalauréat une bourse pour poursuivre ses études. Après une année dans un sanatorium où une tuberculose l’a retenu, le service militaire l’affecte en 1929 à la base aérienne d’Istres que commande le colonel Vuillemin. Il y passe son brevet de pilote en dépit de l’opposition de sa famille à une carrière d’aviateur.

### Pilote dans l’armée
Robert Libert est affecté au groupe d’aviation d’Afrique sous le commandement du colonel Pierre Weiss. Ses missions sont l’exploration du Sahara et le balisage des futures lignes postales entre l’Afrique du Nord et l’Afrique Noire.
En 1934, le général Vuillemin est chargé d’organiser une réplique aéronautique de la Croisière Noire. Il recrute une équipe de vingt-huit pilotes dont Georges Libert est le benjamin. Pilote d’un Potez 25, il accomplira au cours de cette mission militaire, scientifique et commerciale, le périple de quatorze mil sept cents kilomètres à travers les colonies françaises d’Afrique. Cette expérience unique de cent trente heures de vol en fait le spécialiste reconnu du vol sans visibilité, le VSV.

### Pilote de la Postale
En 1935, Didier Daurat, écarté en 1933 de la reprise par Air France des anciens de Latécoère au sein de l’Aéropostale, fonde avec Beppo di Massimi et avec le soutien du ministre des PTT Georges Mandel la compagnie Air Bleu. Son objectif est d’assurer la livraison du courrier en moins de vingt-quatre heures sur le territoire métropolitain, et son projet, à terme, de créer un service de transport de nuit comme il en existait déjà un assuré par Lufthansa entre Berlin et Paris. Dans la perspective des atterrissages de nuit, il fait appel à Georges Libert. Celui-ci démissionne de l’armée et se retrouve de nouveau, à vingt-six ans, le plus jeune des six pilotes de la compagnie.
Recommandé par Raymond Vanier, Georges Libert, parce qu’il est un pilote de l’armée, c’est-à-dire formé plus à l’acrobatie qu’à la rentabilité commerciale, n’est initialement guère estimé de Didier Daurat mais il se plie à la discipline de fer de son patron, lequel exige, et obtient, de ses pilotes une ponctualité à la minute près par tout temps. Cette gestion exigeante et sévère des hommes, qui avait valu à ce dernier de se faire des ennemis et finalement d’être exclus en 1933 de la reprise par Air France, était en effet, par là même, la raison d’être du projet concurrent d’Air Bleu et la condition pour y réussir.
L’échec commercial d’Air Bleu au bout d’un an, en dépit du soutien de l’actionnaire principal, Louis Renault, et de la reconnaissance de l’exploit technique et humain, met Georges Libert en disponibilité durant les négociations de rachat de l’entreprise par Air France. En 1937, il obtient alors de Didier Daurat, peu enclin à favoriser ce genre de prouesse gratuite, un congé le temps de battre, le 25 février, le record d’André Japy sur les dix mil kilomètres entre la France et le Tonkin, en faisant équipe avec Gilbert Denis à bord d’un Simoun, en quarante quatre heures. L’exploit eut en France un retentissement considérable.
Air Bleu ayant été renfloué, il est le premier, le 10 mai 1939, à inaugurer aux commandes d’un Goëland le service de la Postale de Nuit sur la ligne Pau-Le Bourget, avec Raymond Vanier qui assure simultanément le trajet inverse. Ils se croiseront à Bordeaux.

### Pilote dans la guerre
À la déclaration de guerre, Air Bleu est réquisitionné par l’armée et est contraint d’interrompre son service commercial dès le 2 septembre 1939. Le 28 septembre 1939, Georges Libert devient, au sein de la Section Long Courrier de l’armée de l’air, le pilote des membres de l’état-major se déplaçant entre Paris, Beyrouth et Londres puis Michel Détroyat, inspecteur auprès le ministère de l’Air chargé des homologations et ancien de la base d’Istres, le fait affecter à la base aérienne de Châteauroux comme chef pilote réceptionnaire des chasseurs Bloch 152. Si son rôle n’est pas de combattre mais de vérifier les appareils, il ne se prive pas de trouver l’occasion d’un engagement aérien, laquelle se présente alors qu’il effectue le vol d’essai d’un Bloch 152 tout neuf sous la forme d’une attaque aérienne allemande le 10 mai 1940 au cours de laquelle lui et deux aviateurs de la base venus le rejoindre abattent un bombardier Heinkel 111.
Après la défaite, le gouvernement de Vichy le nomme, dans cette dernière ville, chef pilote de la SCLAM, Section civile de liaisons aériennes métropolitaines, dont la principale fonction est d’assurer le transport aérien des membres du gouvernement et de l’administration. Son homologue à Tunis pour l’Afrique du Nord, chef pilote du SCLAAFN, Section civile de liaisons aériennes d’Afrique du Nord, n’est autre que celui qui fut son caporal chef de chambre durant son service militaire à la base aérienne d’Istre. Il utilise ses fonctions pour transmettre des renseignements à la Résistance et embauche en novembre 1941 son ancien collègue d’Air Bleu, le résistant Henri Déricourt, lequel a été conduit à mener un double jeu. À partir du 11 novembre 1942, les Allemands sont à Vichy et en juillet 1943, le BCRA, qui dispose de renseignements faisant craindre une arrestation, fait évacuer son informateur par avion vers Londres.

### Pilote de la RAF
Dans l’entourage du général de Gaulle, George Libert rencontre un autre pilote, Bernard Cordier, que la Royal Air Force avait exfiltré de France. Après un premier refus de la RAF, qui tenait à ce que le courrier recueilli sur le continent passe par elle avant le BCRA, Churchill obtient que des avions soient confiés à des aviateurs français à condition que ce ne soit pas en Angleterre. Les deux aviateurs sont affectés à l’escadre 148 de Brindisi, occupé par les Anglais depuis septembre 1943 à la suite de l’opération Slapstick, mais doivent d’abord, de novembre 1943 à février 1944, suivre les stages d’entraînement réglementaires près de Cirencester puis de Cranage.
À Brindisi, les deux Français se trouvent avec l'élite de l'aviation anglaise affectée aux « opérations spéciales » en Méditerranée mais il n’y a pas d’avions pour eux. Ils apprennent que le général Leclerc a remisé en Syrie après sa campagne du Fezzan deux Lysanders dont la RAF l’avait doté. Ils partent les récupérer en mars 1944, les convoient jusqu’à Alger, refont eux-mêmes les entoilages et quelques équipements. Ils rallient leur escadre à Brindisi. Les avions ne sont prêts qu’en avril 1944.
Sous le commandement de Peter Vaughan-Fowler, ils suivent la flottille C de l’escadre qui se positionne à Bastia. Libert et Cordier sont missionnés une première fois le 10 juillet 1944 pour un atterrissage à côté du champ de manœuvre de La Valbonne, près de Lyon. La mission après une tentative infructueuse de six heures aller et retour livre les six passagers alors que les Allemands sont dans le camp de La Valbonne en plein exercice de tir de nuit mais Georges Libert est obligé de faire mettre le feu à son avion qu'il n’a pas pu faire décoller, et de se faire ramener par son collègue.
Georges Libert accomplira sept autres missions de même nature, en particulier une pour récupérer près de Lyon son ancien radio d’Air Bleu, Victor Beaufol, agent infiltré dans la Gestapo dont le retard de dix heures au rendez vous n’a pas découragé son sauveteur de l’attendre au péril d’être repéré.

### Carrière à Air France
Après la guerre, Air Bleu ayant été absorbé par Air France, il se retrouve commandant de bord dans cette compagnie et évolue en 1960 vers le poste de chef du personnel navigant puis vers celui de responsable de la mise en service des longs courriers. Accompagnant la mutation de la compagnie en industrie du transport, il inaugure chez Air France les Constellation puis les Boeing 707. En 1970, à un âge décidé longtemps à l’avance et fixé par principe, il prend sa retraite, mais continuera de piloter avec son épouse, Marie Anne, jusqu’en 1994, soit à l’âge de quatre-vingt-six ans, totalisant vingt cinq mille trois cents heures de vol.
Georges Libert est mort le 3 janvier 2002. Il était depuis 1951 officier de la Légion d’honneur. Il reçut ce titre de son passager présidentiel, Vincent Auriol au milieu de l’Atlantique. Il était le président de l’association aéronautique des Vieilles Tiges et de l'Aéro-Club de Dreux.